# Centaurea laconica
Centaurea laconica — вид квіткових рослин айстрових (Asteraceae). Ендемік пд. Греції.

## Середовище
Населяє кам'янисті місцевості.

## Морфологічна характеристика
Це багаторічник 20–30 см заввишки, павутинний. Листки двічі перисторозсічені, сегменти довгасті, зубчасті або перистороздільні. Квіткова голова поодинока, велика. Обгортка довго остиста. Квітки рожеві. Період цвітіння: літо.